# محمود شاه الأول (سلطان فهغ)
السلطان محمود شاه بن السلطان محمد شاه (توفي 1530) هو خامس سلاطين فهغ، حكم من 1519 إلى 1530. تولى الخكم بعد وفاة ابن عمه منصور شاه الأول عام 1519.

## نبذة شخصية
يُعرف باسم راجا مظفر، وهو الابن الأصغر لسلطان فهغ الأول محمد شاه من قبل زوجته مينجندرا بوتري. تزوج أولاً من ابن عمته راجا بطري بنت السلطان أحمد سلطان فهغ الثاني، ثم تزوج في بنتان حوالي 1519 من راجا خديجة بنت السلطان محمود شاه آخر سلطان ملقا.

## فترة حكمه
استمرت الحرب بين فهغ والبرتغاليين في عهد محمود شاه. وتحالف مع محمود شاه، الذي تزوج ابنته راجا خديجة عام 1519. ساعد قوات ملقا في هجماتها على الشحن البرتغالي في مضيق ملقا وقتل أي شخص هبط على أرض فهغ.

## إنجازاته
في عام 1522 قتل جنوده عدد كبير من القوات البرتغالية التي حاولت غزو فهغ. ونجح في هزيمة البرتغاليين في معركة نهر موار. وجاء الانتقام البرتغالي في عام 1523 عندما هاجم ألفونسو دي سوزا فهغ، وقتل 5000 ماليزي وأُسر عددًا كبيرًا. في عام 1526 رد سلطان فهغ بإرسال 2000 جندي لمساعدة قوات ملقا في بنتان ضد بيدرو ماسكارينهاس.

## وفاته
توفي محمود شاه في عام 1530 وكان لديه ولدين وعدة بنات.